# Casa prioral
La casa prioral és un edifici al carrer Major, fent cantonada amb la plaça Major d'Ascó (Ribera d'Ebre). Edifici cantoner de tres crugies que consta de planta baixa, pis i golfes i coberta a tres vessants. El frontis consta de tres portals d'arc pla de pedra acarada, els dels extrems tapiats. A la llinda d'un d'ells, de menor alçada, hi ha gravada una creu de Malta, pertanyent a l'Orde de Sant Joan de Jerusalem, els Comanadors d'Ascó. El primer i segon pis s'obren amb finestrals d'arc pla arrebossat, alguns amb sortida a un balcó de base motllurada i baranes forjades. A les golfes hi ha dos finestrals d'arc rebaixat, havent desaparegut el de l'extrem per la reconstrucció de la cantonada, que presenta maó vist. Els murs són de carreus escairats a la planta baixa i revestiment d'arrebossat als pisos superiors. Al llibre de Judicatura d'Ascó de l'any 1693 es llegeix: "La casa del Sr. Rector Lluís Corretja que afronta en Juan Espelta, en lo Planillo i la casa de Priorat i trau porta al Planillo".